# Publisuisse
Publisuisse SA, nota fino al 1994 come Società anonima per la pubblicità alla televisione (SAP), era l'azienda leader nella distribuzione di media elettronici in Svizzera. Era il partner commerciale della SRG SSR e ne commercializzava in esclusiva l'offerta editoriale. Con questi prodotti mediatici elettronici, Publisuisse offriva al settore pubblicitario svizzero opportunità nei settori della pubblicità televisiva tradizionale, della sponsorizzazione televisiva e radiofonica, della pubblicità tramite teletext e della comunicazione trasversale.
Nel 2016 è stata integrata in Admeira, la nuova società di mercatistica di Ringier, SRG SSR e Swisscom.
Attraverso le sue attività commerciali, Publisuisse ha contribuito ogni anno all'incirca un sesto del reddito operativo complessivo della SRG SSR e a un quarto dei suoi ricavi televisivi.
Publisuisse impiegava circa 111 dipendenti. La sede centrale dell'azienda era a Berna, mentre la sede commerciale era a Zurigo. Publisuisse aveva anche uffici commerciali regionali a Ginevra, Losanna e Lugano.
Gli azionisti erano SRG SSR (99,8%) e l'Unione svizzera delle arti e mestieri (0,2%).